# Seznam novozelandskih poslovnežev
Seznam novozelandskih poslovnežev.

## F
- Gregory Fortuin

## G
- Douglas Goodfellow (1917-2014)
- William Goodfellow (1880-1974)

## H
- Murray Haszard
- Dick Hubbard

## M
- Sam Morgan

## T
- Sir Angus Tait
- Stephen Tindall, ONZM

## W
- Eric Watson

## Y
- Jack Yan